# HOME (榊いずみの曲)
『HOME』（ホーム）は、榊いずみの楽曲。2017年12月1日に発売された配信限定シングル。発売元はFamily Tree Records。

## 概要
- テレビドラマ『まかない荘2』（メ～テレ）主題歌[2]。

## 収録曲
1. HOME（3分54秒）
作詞：榊いずみ　作曲 : 榊いずみ・佐藤亙　編曲 : 佐藤亙
2. HOME (Instrumental Version)（3分54秒）

## ミュージシャン
- 佐藤亙 - ギター、キーボード、パーカッション、コーラス
- コジマカオル - ドラムス、パーカッション
- 若槻昌子 - キーボード、コーラス
- 斎藤スグル - ベース
- 柴由佳子 - バイオリン